# Eich (Nadrenia-Palatynat)
Eich – miejscowość i gmina w Niemczech, w kraju związkowym Nadrenia-Palatynat, w powiecie Alzey-Worms, siedziba gminy związkowej Eich.